# Куранская, Ольга Степановна
Ольга Степановна Куранская (род. 1925, Москва) — российская художница-монументалист.
Окончила Московский государственный художественный институт имени В.И. Сурикова. Входила в группу художников под руководством Николая Денисовского, работавшую над проектом художественного оформления Дворца Советов. Участвовала в оформлении международного пионерского лагеря Артек (1960), московского Дома учёных, Центрального дома работников искусств и других зданий и сооружений постройки 1960-70-х гг.
Состоит в секции художников монументально-декоративного искусства Московского Союза художников.